# Wólka (gmina Wartkowice)
Wólka (dawn. Wólka Bezdziadowa) – wieś w Polsce położona w województwie łódzkim, w powiecie poddębickim, w gminie Wartkowice.
W latach 1975–1998 miejscowość należała administracyjnie do województwa sieradzkiego.
Przez miejscowość przebiega droga wojewódzka nr 703.